# Alessandra Jovy-Heuser
Alessandra Jovy-Heuser (* 22. September 1991 in Starnberg) ist eine deutsche Volleyballspielerin.

## Karriere
Jovy-Heuser begann ihre Karriere beim TSV Solln. Später spielte sie beim TV Planegg-Krailling und beim SV Lohhof. 2007 wechselte die Mittelblockerin zu den Roten Raben Vilsbiburg. Dort kam sie zunächst mit einem Doppelspielrecht in der A-Jugend und in der zweiten Mannschaft des Vereins in der zweiten Bundesliga Süd zum Einsatz. 2010 wurde sie mit der Erstliga-Mannschaft der Roten Raben deutsche Meisterin. 2011 ging Jovy-Heuser in die USA, um an der University of Buffalo zu studieren und in der Universitätsmannschaft zu spielen. Von 2012 bis 2015 stand sie beim Bundesligisten Allianz MTV Stuttgart unter Vertrag, mit dem sie 2015 deutsche Pokalsiegerin wurde.